# Jean-Louis Brochen
 (juillet 2014).
Si vous disposez d'ouvrages ou d'articles de référence ou si vous connaissez des sites web de qualité traitant du thème abordé ici, merci de compléter l'article en donnant les références utiles à sa vérifiabilité et en les liant à la section « Notes et références ».
Jean-Louis Brochen, né le 7 juin 1944 à Roubaix, est un avocat et homme politique français. Il est depuis 2004 le mari de Martine Aubry.

## Biographie

### Enfance, études et famille
Né à Roubaix en 1944 de père breton et de mère nordiste, Jean-Louis Brochen a étudié au lycée de Roubaix puis de Tourcoing. Son bac philo obtenu en 1964, il entre à la faculté de droit de Lille. Il passe une année aux États-Unis, en 1962, dans une ville de l'Oklahoma, ayant obtenu une bourse de l’American Field Service et suit alors la scolarité d'un élève américain terminant son cursus secondaire dans une high school.
Divorcé de Jacqueline Brochen, administratrice générale de l'Orchestre national de Lille, il épouse Martine Aubry, maire de Lille le 20 mars 2004 ; ils n'ont pas d'enfants. Il est l'oncle de Julie Brochen.

### Carrière d'avocat
Après avoir été professeur contractuel d’anglais dans une école de Villeneuve-d’Ascq et au sein de l’école Berlitz de Lille, puis assistant  de relations internationales au sein de la Faculté  de Droit de Lille,  Jean-Louis Brochen devient avocat au barreau de Lille après avoir prêté serment au sein du Palais de Justice de Lille  le 3 novembre 1969. Il est spécialisé en droit pénal et en droit social. En 1971, à la mort de son père, le bâtonnier Yves Brochen, il reprend son cabinet. Il est bâtonnier du barreau de Lille en 1992 et 1993 ; son fils cadet aussi est avocat, associé au cabinet familial. 
Jean-Louis Brochen a été président de l’union des jeunes avocats de Lille (1973-74), secrétaire général (1980-81), puis président (1981-83) du syndicat des avocats de France, ainsi que membre du conseil de l’Ordre [Lequel ?][source insuffisante] (1985-88 et 1995-97). 
Spécialiste en droit social et en droit pénal, il a été l’avocat de plusieurs associations de salariés (unions locales CGT, Sud, Sud-PTT, CFDT). Il a notamment assuré la défense de salariés dans des conflits liés à la lutte contre la silicose dans le Douaisis et l’égalité homme-femmes dans le statut de mineur. Il a défendu les salariés d’entreprises textiles, métallurgiques, du bâtiment et travaux publics ou de la vente par correspondance dans le cadre de procédures collectives de licenciement, ou de conflits collectifs du travail (Deffresne, SGTN, Peignage Amédée). Il a obtenu, dans les années 1990, sur requête de la CFDT, les premières décisions sanctionnant l’ouverture de commerces le dimanche. Il est intervenu au côté des victimes et des organisations syndicales dans des accidents du travail à Usinor et devant les commissions disciplinaires de la fonction publique territoriale, ou de Sociétés Anonymes comme La Poste, pour défendre les salariés.
Il défend également les plus démunis au titre de l’aide juridictionnelle. Il est intervenu au côté de l’association « Mouvement du nid » dans une dizaine de procès, dans des débats et dans des séances de formation sur la prévention de la prostitution. 
Se présentant comme défenseur de la liberté d’expression, il a défendu aussi bien « Radio Lille 59 », la première radio libre lilloise en mai 1981 ou Raymond Depardon contre l’interdiction de la projection de « N°0 » sur le lancement du journal Le Matin au festival de court-métrage de Lille, la possibilité pour les rappeurs de Sniper de tenir un concert à Lille, ou à de jeunes réalisateurs de cinéma roubaisiens de projeter le film qu’ils avaient réalisé sur la vie des harkis revenus au pays.
En 1993, bien qu'il se déclare opposé au port du voile, il défend en tant qu’avocat la scolarisation à l’école publique de 17 jeunes filles portant le foulard islamique, ainsi que d’un jeune homme de confession juive portant la calotte distinctive appelée aussi kippa.
Il est intervenu dans des procès criminels aussi bien en tant que partie civile pour des femmes victimes de viols ou les victimes d’actes de violences volontaires, qu’en défense pour des accusés poursuivis pour crime passionnel, assassinat ou vols qualifiés. Il a également défendu, en 2001, Hocine Bendaoui, un membre du gang de Roubaix, bande criminelle responsable de plusieurs braquages, d'un meurtre et d'une tentative d'attentat à Lille.
Il participe à des procès de diffamation à raison de sa compétence en droit de la presse. Il a enseigné le droit de la presse à l’école supérieure de journalisme de Lille entre 2004 et 2007. 
Il est l'avocat de la ville de Tourcoing et de personnalités de la municipalité de Lille.
Il intervient aussi régulièrement en défense à la demande d’avocats faisant l’objet de poursuites disciplinaires devant le Conseil régional de discipline des avocats.
Certaines de ces affaires (défense de 17 lycéennes voilées exclues par le lycée Faidherbe en 1993, du groupe de rap Sniper, d'un des membres du « gang de Roubaix » proche des mouvements islamistes, et de l'association roubaisienne Rencontre et dialogue) lui valent le surnom d'« avocat des islamistes » par des groupes d'extrême-droite, expression qui aurait pour origine l'ouvrage de Caroline Fourest, La Tentation obscurantiste (2005). Soutenu par le Syndicat des avocats de France, Jean-Louis Brochen a répliqué à Caroline Fourest « De même que l’avocat d’un criminel n’est pas lui-même un criminel, j’ai défendu des jeunes filles voilées alors que je n’étais pas favorable au voile. Je suis contre le voile et encore plus clairement contre le burqa, mais c’est l’honneur d’un avocat que de faire en sorte qu’un individu ait toujours quelqu’un pour se défendre »[réf. nécessaire].

### Carrière politique
Engagé à gauche, sans être encarté, Jean-Louis Brochen a également exercé plusieurs mandats électifs à Roubaix comme conseiller municipal délégué entre 1989 et 1992, et à la ville de Lille comme adjoint au maire délégué à l’action culturelle entre 1995 et 2001, auprès de Pierre Mauroy. Dans cette fonction, il a notamment contribué à la nomination de Stuart Seide au Théâtre du Nord, organisé Lille 2000 et suivi les débuts du dossier de Lille 2004 (capitale européenne de la culture).

## Livre, film
Jean-Louis Brochen a participé à la rédaction d'un livre L’Acharnement (Chronique de la répression des 7 postiers de Lille Lezennes) et aux tournages d'un épisode de Justice en France de Daniel Karlin et Tony Lainé et d'un documentaire pour France 3 « Roubaix commissariat central » (un film de Mosco Boucault) en tant que conseiller juridique[réf. nécessaire].

## Plasticien
Jean-Louis Brochen est aussi plasticien, affichiste et lacérateur, sous le pseudonyme de Martin Loume[réf. nécessaire].

## Mandats
Mandats professionnels
- Secrétaire de la Conférence du Stage (1973),
- Président  de  l'Union des  Jeunes  Avocats  de  Lille (1973-74),
- Secrétaire général (1980-81), président (1981-83) du Syndicat des avocats de France,
- Membre du Conseil de l'Ordre (1985-88 et 1995-97),
- Bâtonnier de l'ordre des Avocats au Barreau de Lille (1992-93),
- Membre du Conseil national de prévention de la délinquance (1983-86) et de la Délégation interministérielle de concertation des professions libérales (1983-86),
- Membre de la Commission de surveillance des prisons de Loos (1985-97),
- Membre du Conseil national des barreaux de France (1992-96).

Mandats électifs
- Conseiller municipal de Roubaix (1989-92)
- Conseiller municipal Délégué puis adjoint à l'action culturelle à la mairie de Lille de 1995 à 2001 auprès de Pierre Mauroy.

## Distinctions
- Boursier de l'American Field Service (États-Unis, 1962)